# تهدید عمومی
تهدید عمومی (انگلیسی: The Public Menace) فیلمی در ژانر رمانتیک کمدی به کارگردانی ارله سی کنتون محصول سال ۱۹۳۵ کشور ایالات متحده آمریکا است.

## بازیگران
- جین آرتور
- جرج مورفی
- داگلاس دامبریل
- George McKay
- Robert Middlemass
- ویکتور کیلیان
- چارلز سی. ویلسون
- Gene Morgan
- موری آلپر
- Shirley Grey
- برادلی پیچ
- آرتور رانکین
- تورستون هال
- فرد کلسی
- امت ووگان
- جیمز هریسون
- کلود پیتون
- چارلز سالیوان
- باد فاین
- فرانک رایس